# Worm (rivier)
De Worm (Duits: Wurm) is een zijriviertje van de Roer, gelegen in het grensgebied van de Nederlandse provincie Limburg en de Duitse deelstaat Noordrijn-Westfalen.

De Worm ontspringt in het Duitse Aken en stroomt door het Wormdal in noordelijke richting vervolgens door de gemeentes Würselen, Herzogenrath, Übach-Palenberg, Geilenkirchen en Heinsberg, om noordelijk van daar in de Roer uit te monden.

Van Herzogenrath tot Übach-Palenberg dient de rivier enkele kilometers lang als grensrivier met de Nederlandse gemeenten Kerkrade (de kernen Haanrade en Eygelshoven) en Landgraaf (de kern Ubach over Worms).
Er zijn verschillende watermolens aan de Worm. Stroomafwaarts gezien zijn dat onder andere:
- Te Kerkrade de Baalsbruggermolen
- Te Rimburg de Rimburgermolen
- Te Zweibrüggen

De verklaring dat het riviertje zijn naam te danken heeft aan warme bronnen, die aan de oppervlakte zouden liggen bij het ontspringen van de Worm, is waarschijnlijk niet juist.
In het gebied van de Worm kan Nivelsteiner zandsteen gewonnen worden, dat gebruikt is als bouwmateriaal. De bovenloop van de Worm heeft tussen Würselen en Herzogenrath steenkoollagen aangesneden, die langs de steile wanden aan de oppervlakte komen. Dit deel van het Wormdal was vanaf de middeleeuwen centrum van steenkoolmijnbouw. Met behulp van waterkracht werden waterpompen en liften aangedreven die steenkoolwinning tot tientallen meters diepte mogelijk maakte. De laatste steenkoolmijn in het Akens steenkoolbekken sloot in 1997.

## Zijrivieren
Zijrivieren zijn onder andere de:
- Anstelerbeek ter hoogte van Eygelshoven
- Vrouwezijp bij Abdij Rolduc
- Broicher Bach in Herzogenrath
- Meisbach
- Wildbach
- Haarbach

## Afbeeldingen

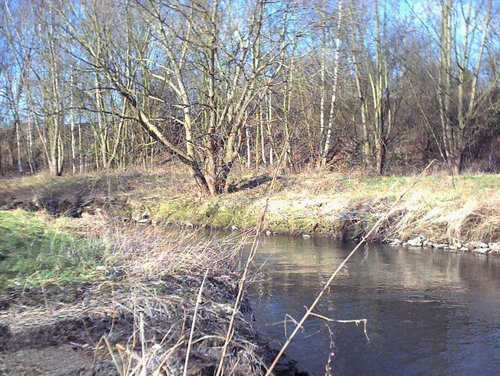
Kerkrade (2003)
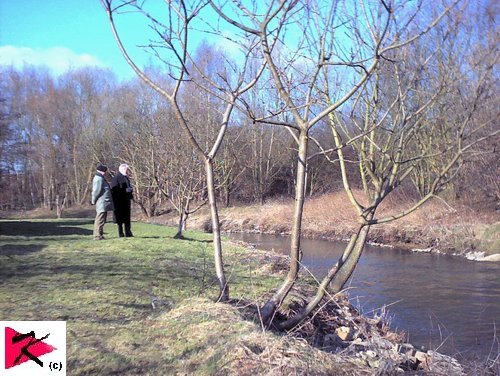
Kerkrade (2003)
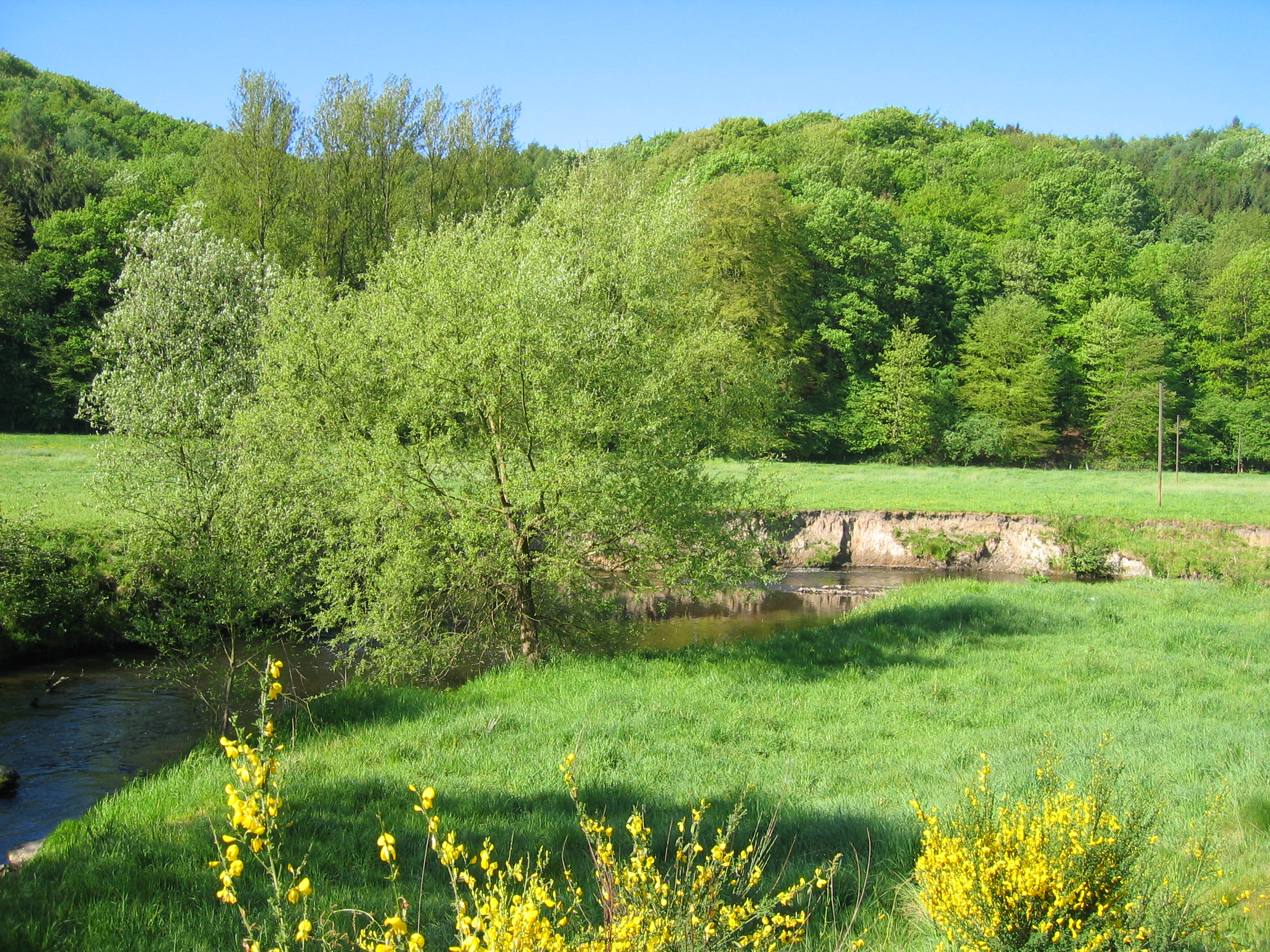
Kohlscheid
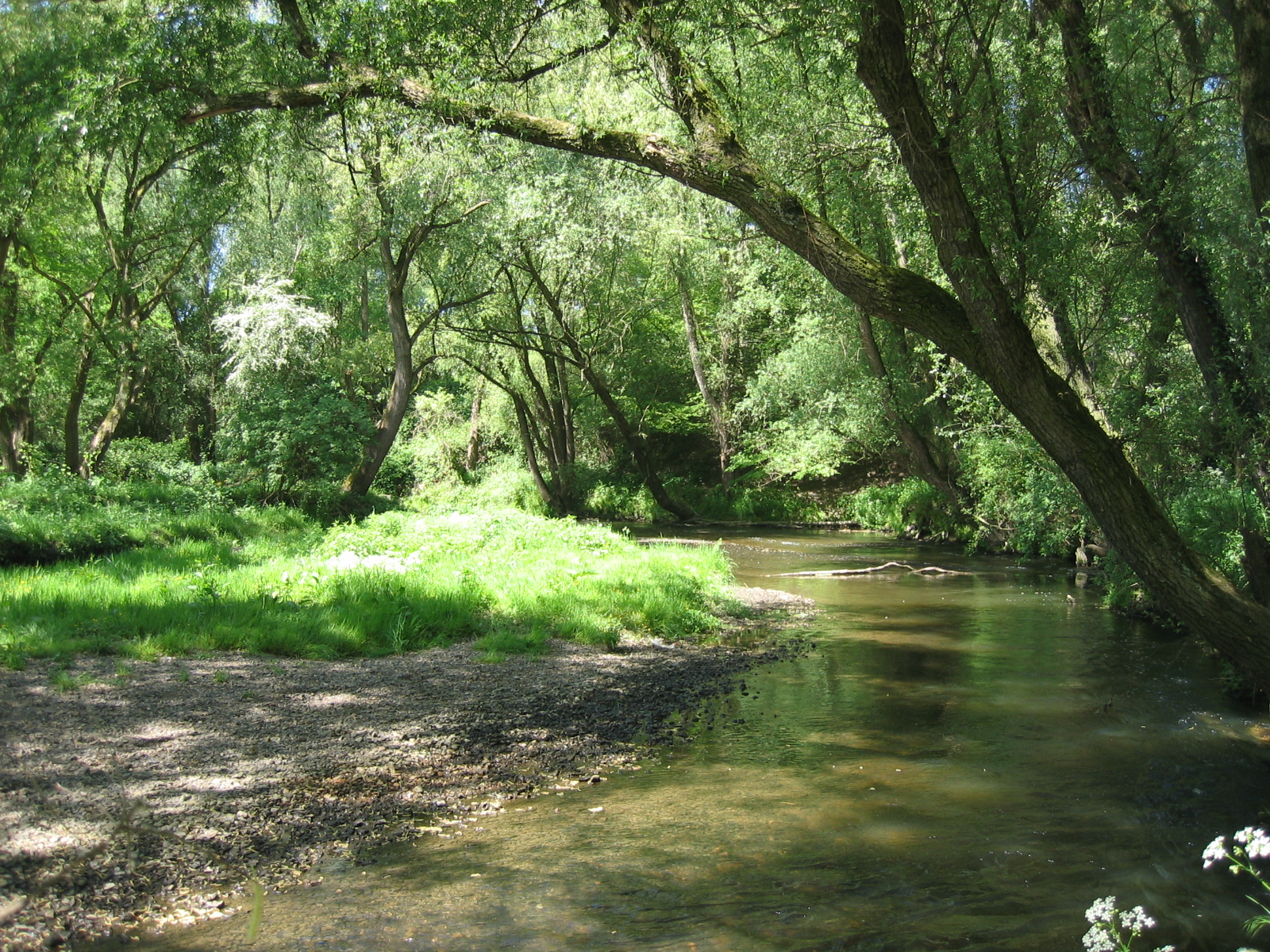
Wildnis
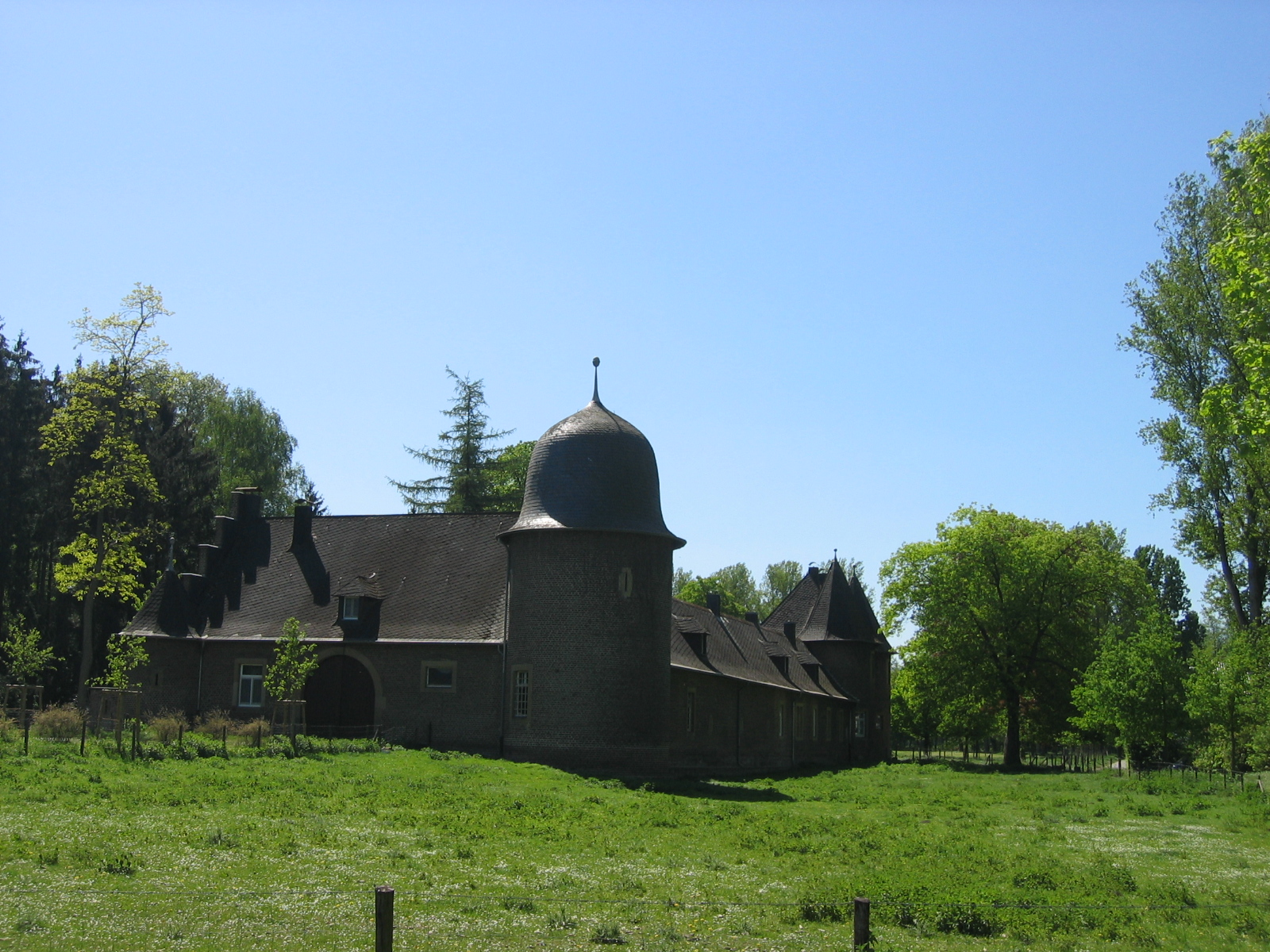
Kasteel Rimburg
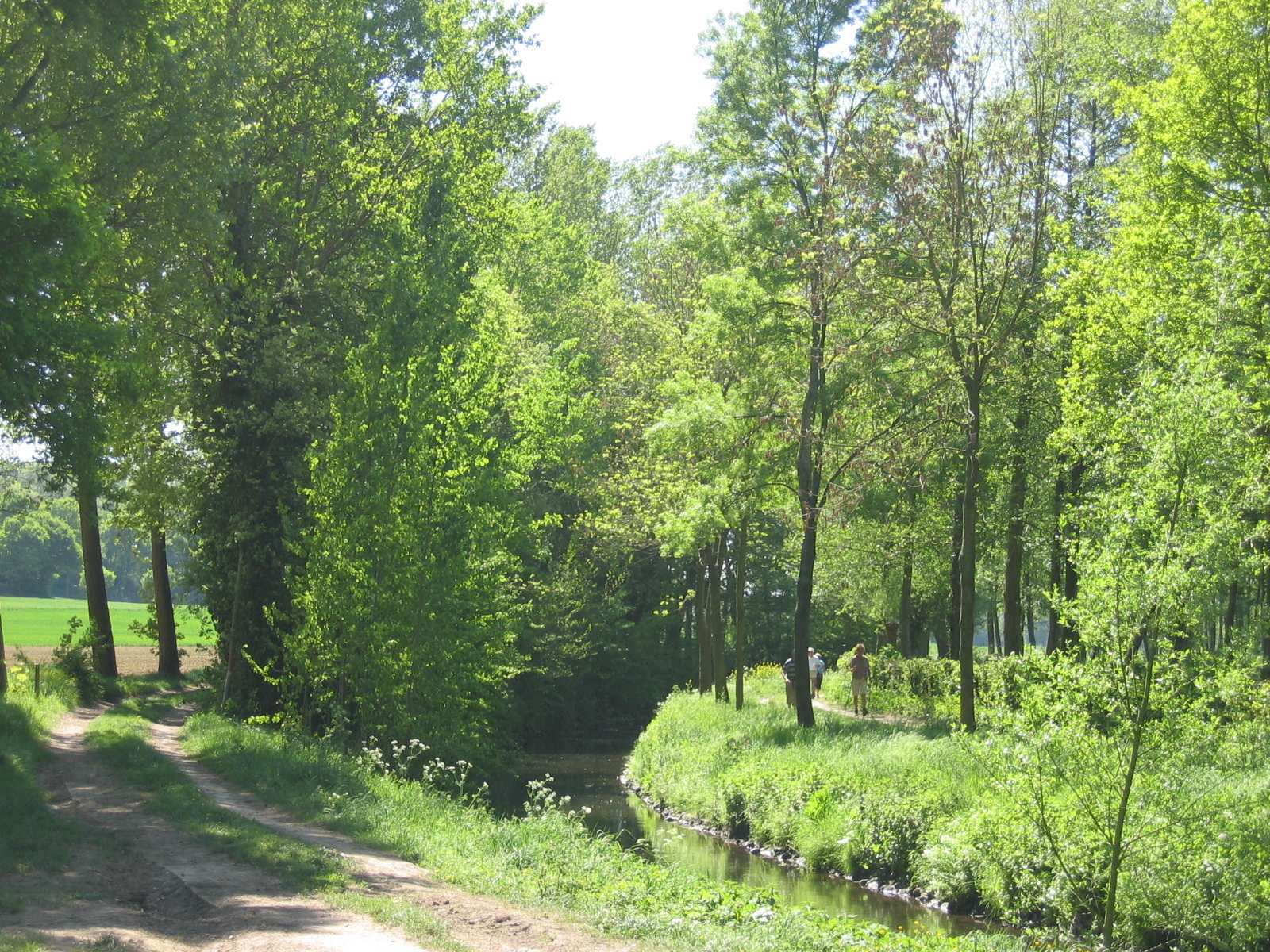
bij Rimburg
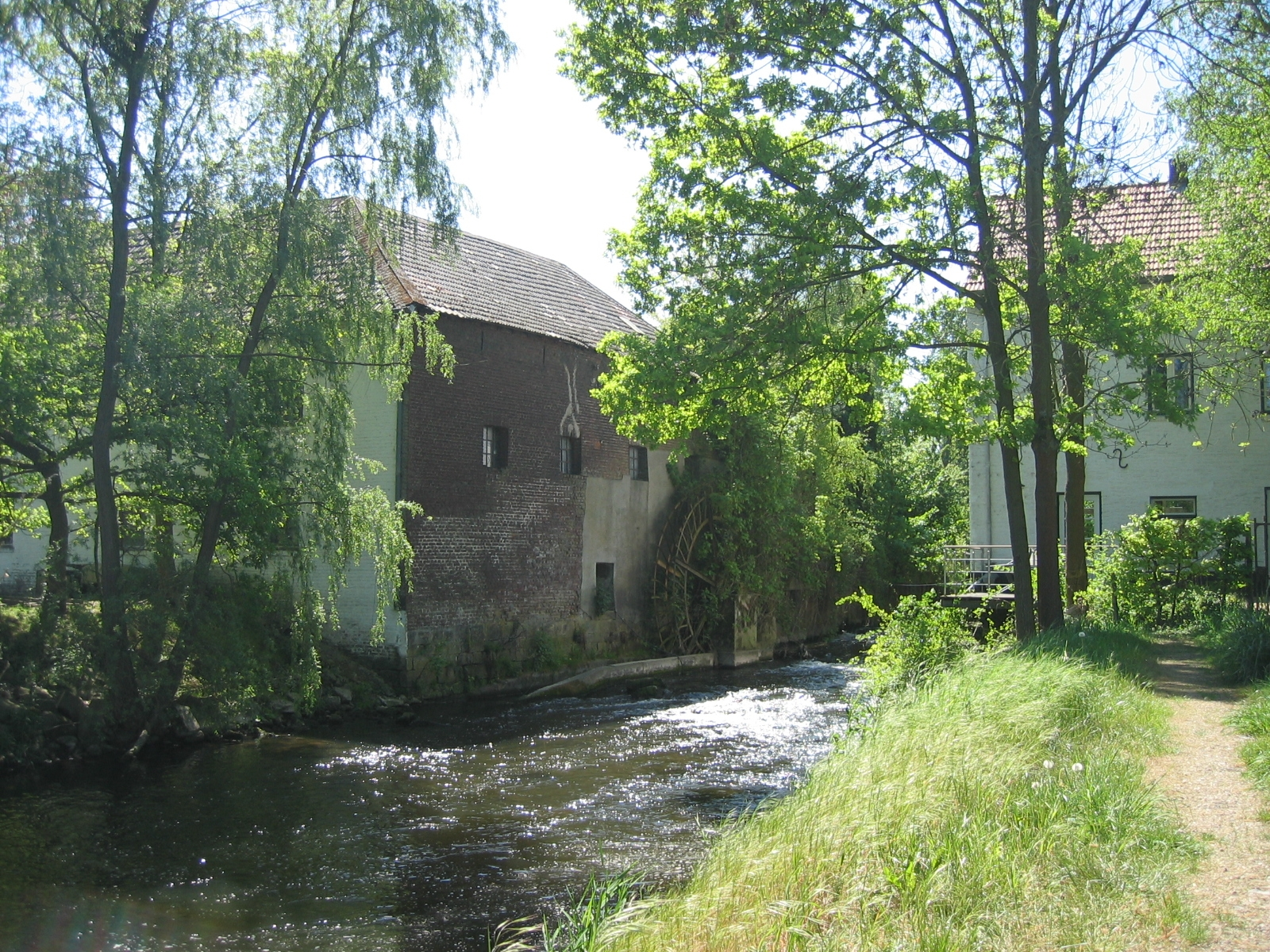
Watermolen bij Rimburg
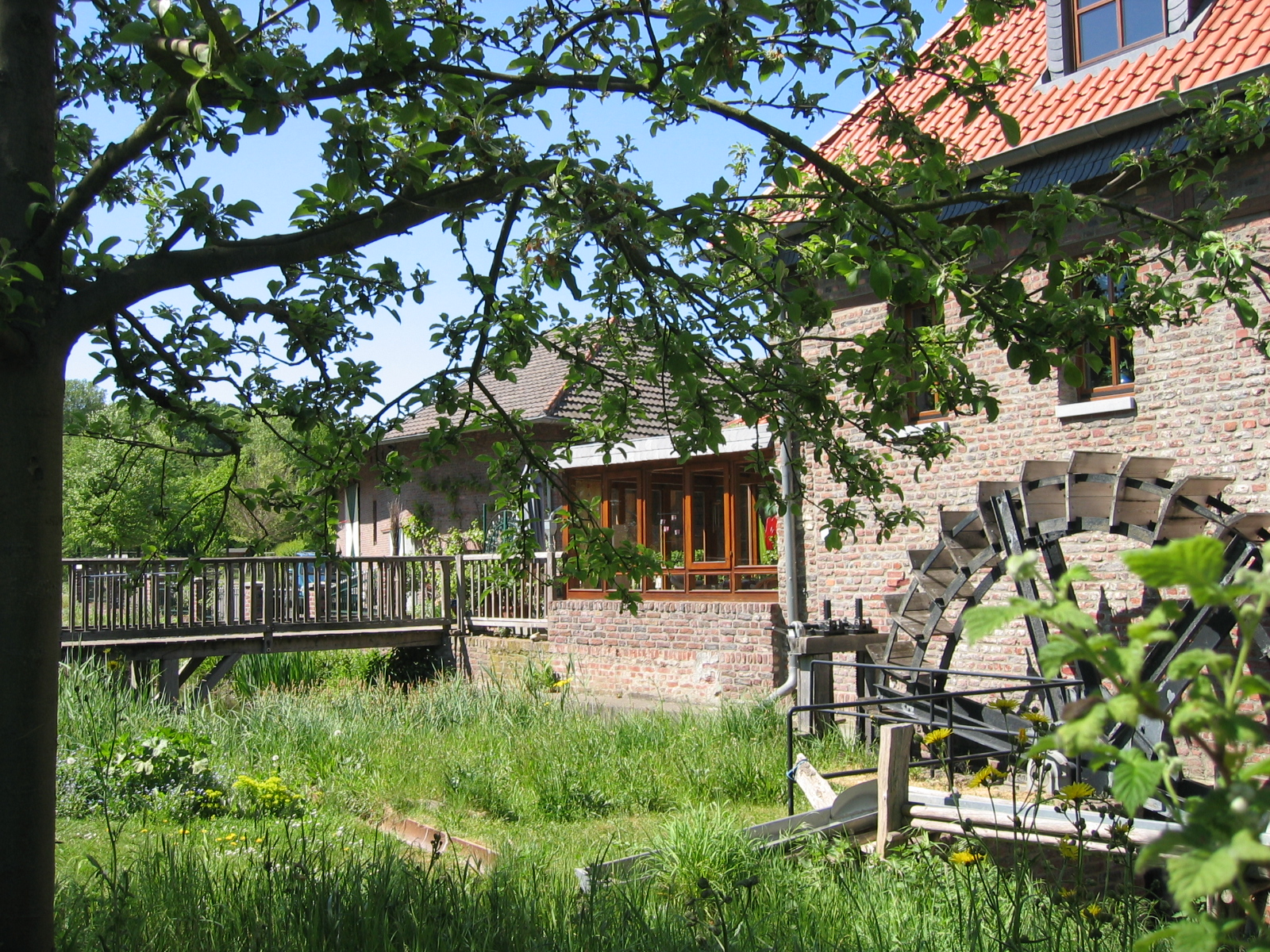
Voormalige watermolen bij Zweibrüggen
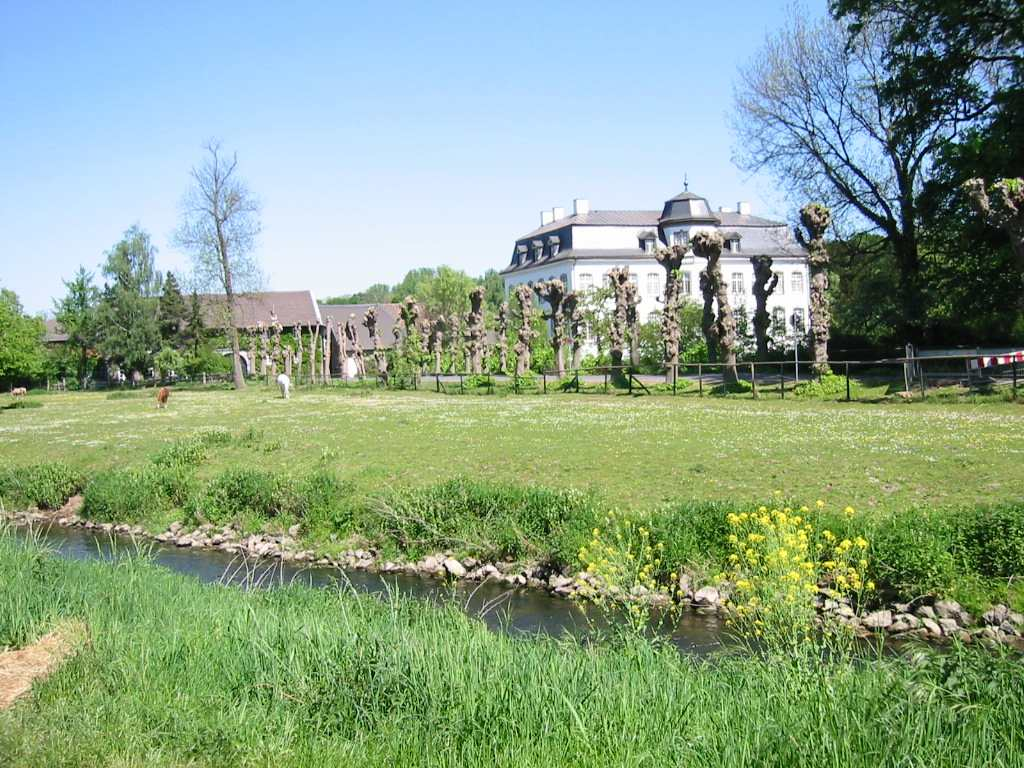
Schloss Zweibrücken
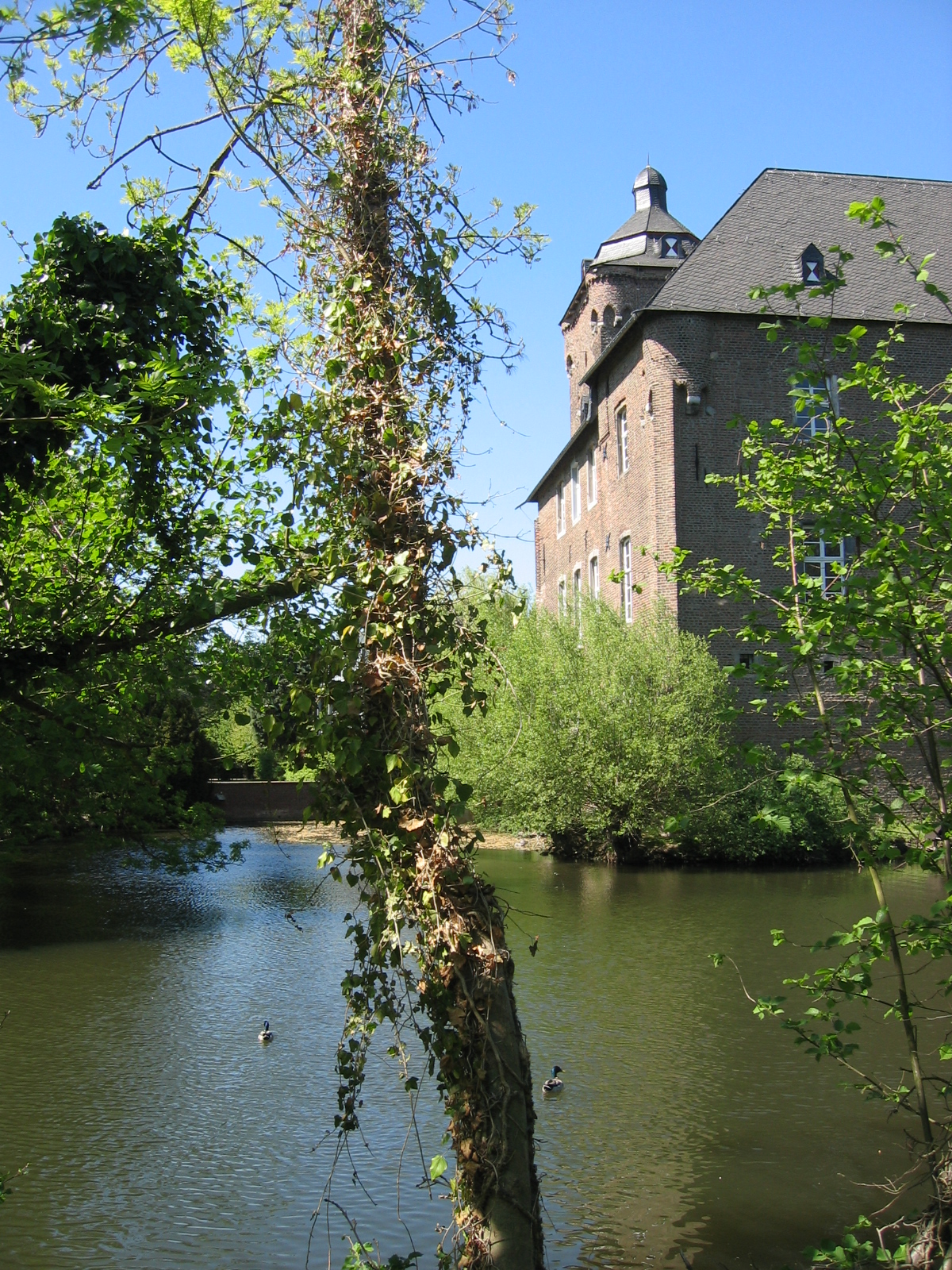
Kasteel bij Geilenkirchen
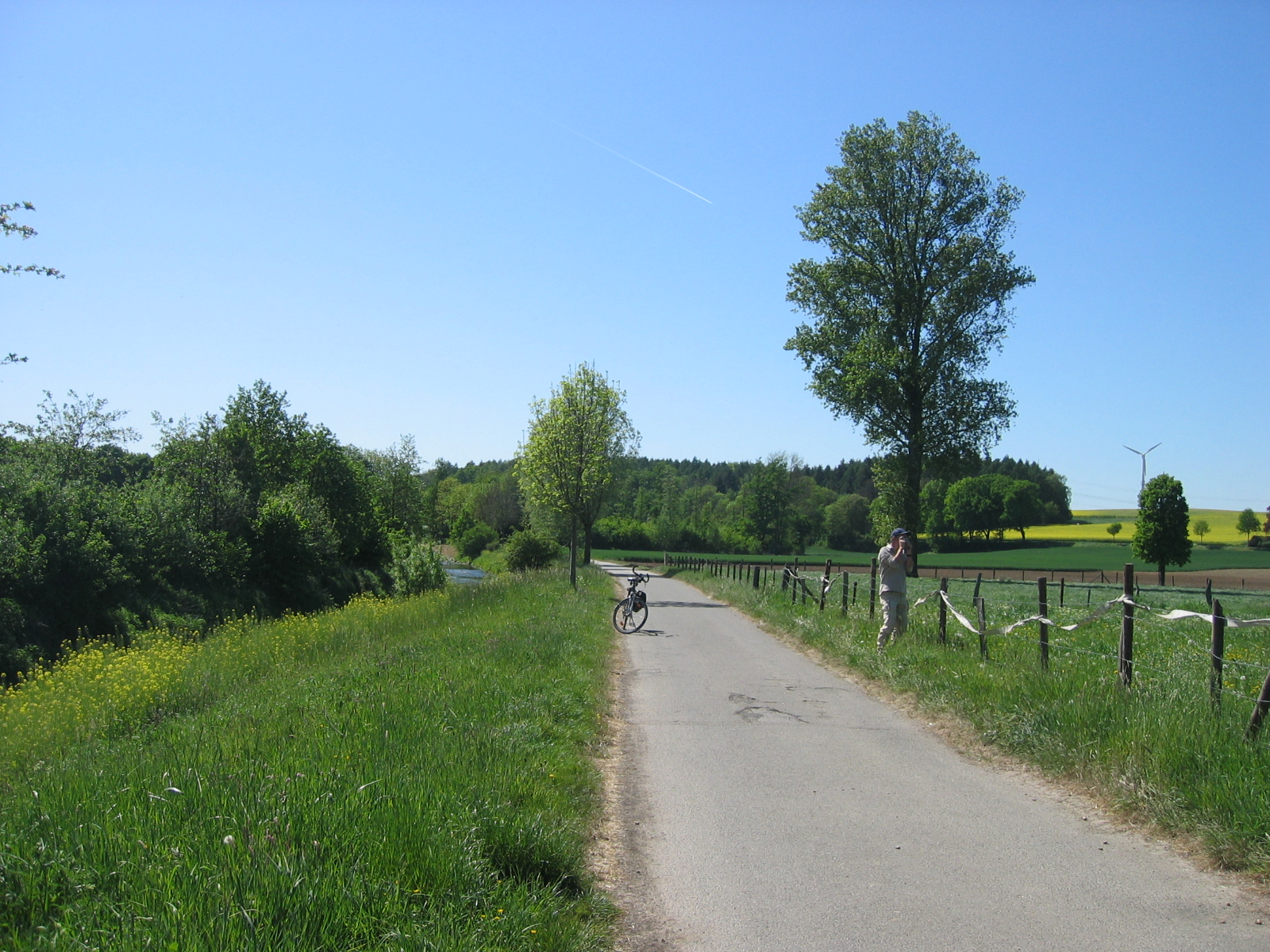
Süggerath